# Radulodon americanus
Radulodon americanus är en svampart som beskrevs av Ryvarden 1972. Radulodon americanus ingår i släktet Radulodon och familjen Meruliaceae.   Inga underarter finns listade i Catalogue of Life.